# 김경훈 (1988년)
김경훈(1988년 8월 26일 ~)은 대한민국의 영화배우다.

## 방송
- 서인영의 신상친구 (2009)
- 더 지니어스: 블랙가넷 (2014) - 12위
- 더 지니어스: 그랜드 파이널 (2015) - 준우승

## 영화
- 3인조 (1997) - 담배 피우는 소년 역
- 두사부일체 (2001) - 동팔 꼬봉 3 역
- 불어라 봄바람 (2003) - 청년 신도 5 역
- An Instant (2006) - 주연
- 이태원 살인사건 (2009) - 검찰청 통역 역